# Mikael Dyrestam
Mikael Bertil Dyrestam (Göteborg, 10 dicembre 1991) è un calciatore svedese naturalizzato guineano, difensore dell'Örgryte.

## Biografia
Dyrestam ha origini guineane.

## Caratteristiche tecniche
È un difensore che può essere impiegato sia come centrale che come terzino.

## Carriera

### Club

#### IFK Göteborg
Ha cominciato la carriera professionistica con la maglia dell'IFK Göteborg. Ha debuttato nell'Allsvenskan in data 13 luglio 2009, schierato titolare nella sconfitta per 1-0 sul campo dell'AIK. Il 2 luglio 2011 ha realizzato la prima rete nella massima divisione svedese, nella vittoria per 1-2 in casa del Syrianska. Il 25 luglio 2013 ha disputato il primo incontro nelle competizioni europee per club, giocando titolare nella sconfitta per 2-1 contro l'AS Trenčín: la sfida era valida per il secondo turno di qualificazione alla fase finale della competizione.

#### Aalesund
Il 25 marzo 2014, i norvegesi dell'Aalesund hanno annunciato sul proprio sito d'aver ingaggiato Dyrestam, con il difensore che ha firmato un contratto biennale con il nuovo club e ha scelto la maglia numero 6. Dopo essersi allenato a parte per circa un paio di mesi, è stato aggregato alla prima squadra a fine maggio. Ha esordito nell'Eliteserien in data 12 giugno, schierato titolare nella vittoria casalinga per 3-0 sul Sandnes Ulf. Ha chiuso la stagione con 12 presenze in stagione. È rimasto svincolato al termine del campionato 2015.

#### N.E.C.
Libero da vincoli contrattuali, in data 22 gennaio 2016 ha firmato un contratto valido per il successivo anno e mezzo con gli olandesi del N.E.C, con opzione a favore del club per un'ulteriore stagione. Il 1º luglio 2017 resta senza contratto.

#### Kalmar
Il 9 agosto 2017 è tornato in Svezia, per giocare col Kalmar. È rimasto per un anno e mezzo, collezionando 33 presenze in campionato e realizzando un gol.

#### Xanthī
Nel gennaio 2019 è approdato in Grecia allo Xanthī, squadra che in quel momento era posizionata a metà classifica nel massimo campionato nazionale.

### Nazionale
Ha giocato nelle nazionali giovanili svedesi Under-19 ed Under-21.
Il 18 gennaio 2012, Dyrestam ha giocato la prima partita per la Svezia: ha infatti sostituito Pontus Jansson nell'amichevole disputata contro il Bahrein a Doha, vinta per 0-2.

## Statistiche

### Presenze e reti nei club
Statistiche aggiornate al 9 agosto 2017.
| Stagione            | Club                | Campionato          | Campionato | Campionato | Coppe nazionali | Coppe nazionali | Coppe nazionali | Coppe continentali | Coppe continentali | Coppe continentali | Supercoppe | Supercoppe | Supercoppe | Totale | Totale |
| Stagione            | Club                | Comp                | Pres       | Reti       | Comp            | Pres            | Reti            | Comp               | Pres               | Reti               | Comp       | Pres       | Reti       | Pres   | Reti   |
| ------------------- | ------------------- | ------------------- | ---------- | ---------- | --------------- | --------------- | --------------- | ------------------ | ------------------ | ------------------ | ---------- | ---------- | ---------- | ------ | ------ |
| 2009                | IFK Göteborg        | A                   | 17         | 0          | CS              | 3               | 0               | -                  | -                  | -                  | -          | -          | -          | 20     | 0      |
| 2010                | IFK Göteborg        | A                   | 0          | 0          | CS              | 0               | 0               | UEL                | 0                  | 0                  | -          | -          | -          | 0      | 0      |
| 2011                | IFK Göteborg        | A                   | 20         | 1          | CS              | 2               | 0               | -                  | -                  | -                  | -          | -          | -          | 20     | 1      |
| 2012                | IFK Göteborg        | A                   | 7          | 1          | CS              | 6               | 0               | -                  | -                  | -                  | -          | -          | -          | 13     | 1      |
| 2013                | IFK Göteborg        | A                   | 23         | 0          | CS              | 1               | 0               | UEL                | 2                  | 0                  | SS         | 0          | 0          | 26     | 0      |
| Totale IFK Göteborg | Totale IFK Göteborg | Totale IFK Göteborg | 67         | 2          |                 | 12              | 0               |                    | 2                  | 0                  |            | 0          | 0          | 81     | 2      |
| 2014                | Aalesund            | ES                  | 12         | 0          | CN              | 1               | 0               | -                  | -                  | -                  | -          | -          | -          | 13     | 0      |
| 2015                | Aalesund            | ES                  | 27         | 0          | CN              | 1               | 0               | -                  | -                  | -                  | -          | -          | -          | 28     | 0      |
| Totale Aalesund     | Totale Aalesund     | Totale Aalesund     | 39         | 0          |                 | 2               | 0               |                    | -                  | -                  |            | -          | -          | 41     | 0      |
| gen.-giu. 2016      | N.E.C.              | ED                  | 2          | 0          | CO              | -               | -               | -                  | -                  | -                  | -          | -          | -          | 2      | 0      |
| 2016-2017           | N.E.C.              | ED                  | 17         | 0          | CO              | 1               | 0               | -                  | -                  | -                  | -          | -          | -          | 18     | 0      |
| Totale N.E.C.       | Totale N.E.C.       | Totale N.E.C.       | 19         | 0          |                 | 1               | 0               |                    | -                  | -                  |            | -          | -          | 20     | 0      |
| ago.-dic. 2017      | Kalmar              | A                   | 0          | 0          | CS              | 0               | 0               | -                  | -                  | -                  | -          | -          | -          | 0      | 0      |
| Totale carriera     | Totale carriera     | Totale carriera     | 125        | 2          |                 | 15              | 0               |                    | 2                  | 0                  |            | 0          | 0          | 142    | 2      |

### Cronologia presenze e reti in nazionale

#### Guinea
| Cronologia completa delle presenze e delle reti in nazionale ― Guinea | Cronologia completa delle presenze e delle reti in nazionale ― Guinea | Cronologia completa delle presenze e delle reti in nazionale ― Guinea | Cronologia completa delle presenze e delle reti in nazionale ― Guinea | Cronologia completa delle presenze e delle reti in nazionale ― Guinea | Cronologia completa delle presenze e delle reti in nazionale ― Guinea | Cronologia completa delle presenze e delle reti in nazionale ― Guinea | Cronologia completa delle presenze e delle reti in nazionale ― Guinea |
| Data                                                                  | Città                                                                 | In casa                                                               | Risultato                                                             | Ospiti                                                                | Competizione                                                          | Reti                                                                  | Note                                                                  |
| --------------------------------------------------------------------- | --------------------------------------------------------------------- | --------------------------------------------------------------------- | --------------------------------------------------------------------- | --------------------------------------------------------------------- | --------------------------------------------------------------------- | --------------------------------------------------------------------- | --------------------------------------------------------------------- |
| 7-6-2019                                                              | Marrakech                                                             | Guinea                                                                | 0 – 1                                                                 | Gambia                                                                | Amichevole                                                            | -                                                                     |                                                                       |
| 16-6-2019                                                             | Alessandria d'Egitto                                                  | Egitto                                                                | 3 – 1                                                                 | Guinea                                                                | Amichevole                                                            | -                                                                     | 39’                                                                   |
| 22-6-2019                                                             | Alessandria d'Egitto                                                  | Guinea                                                                | 2 – 2                                                                 | Madagascar                                                            | Coppa d'Africa 2019 - 1º turno                                        | -                                                                     |                                                                       |
| 26-6-2019                                                             | Alessandria d'Egitto                                                  | Nigeria                                                               | 1 – 0                                                                 | Guinea                                                                | Coppa d'Africa 2019 - 1º turno                                        | -                                                                     | 73’                                                                   |
| 30-6-2019                                                             | Il Cairo                                                              | Burundi                                                               | 0 – 2                                                                 | Guinea                                                                | Coppa d'Africa 2019 - 1º turno                                        | -                                                                     |                                                                       |
| 7-7-2019                                                              | Il Cairo                                                              | Algeria                                                               | 3 – 0                                                                 | Guinea                                                                | Coppa d'Africa 2019 - Ottavi di finale                                | -                                                                     |                                                                       |
| 14-11-2019                                                            | Bamako                                                                | Mali                                                                  | 2 – 2                                                                 | Guinea                                                                | Qual. Coppa d'Africa 2021                                             | -                                                                     | 46’                                                                   |
| 17-11-2019                                                            | Conakry                                                               | Guinea                                                                | 2 – 0                                                                 | Namibia                                                               | Qual. Coppa d'Africa 2021                                             | -                                                                     |                                                                       |
| 10-10-2020                                                            | São João da Venda                                                     | Capo Verde                                                            | 1 – 2                                                                 | Guinea                                                                | Amichevole                                                            | -                                                                     |                                                                       |
| Totale                                                                |                                                                       | Presenze                                                              | 9                                                                     |                                                                       | Reti                                                                  | 0                                                                     |                                                                       |

#### Svezia
| Cronologia completa delle presenze e delle reti in nazionale ― Svezia | Cronologia completa delle presenze e delle reti in nazionale ― Svezia | Cronologia completa delle presenze e delle reti in nazionale ― Svezia | Cronologia completa delle presenze e delle reti in nazionale ― Svezia | Cronologia completa delle presenze e delle reti in nazionale ― Svezia | Cronologia completa delle presenze e delle reti in nazionale ― Svezia | Cronologia completa delle presenze e delle reti in nazionale ― Svezia | Cronologia completa delle presenze e delle reti in nazionale ― Svezia |
| Data                                                                  | Città                                                                 | In casa                                                               | Risultato                                                             | Ospiti                                                                | Competizione                                                          | Reti                                                                  | Note                                                                  |
| --------------------------------------------------------------------- | --------------------------------------------------------------------- | --------------------------------------------------------------------- | --------------------------------------------------------------------- | --------------------------------------------------------------------- | --------------------------------------------------------------------- | --------------------------------------------------------------------- | --------------------------------------------------------------------- |
| 18-1-2012                                                             | Doha                                                                  | Bahrein                                                               | 0 – 2                                                                 | Svezia                                                                | Amichevole                                                            | -                                                                     | 86’                                                                   |
| 23-1-2012                                                             | Doha                                                                  | Qatar                                                                 | 0 – 5                                                                 | Svezia                                                                | Amichevole                                                            | -                                                                     |                                                                       |
| Totale                                                                |                                                                       | Presenze                                                              | 2                                                                     |                                                                       | Reti                                                                  | 0                                                                     |                                                                       |